# Joaquim Aranha Barreto de Camargo
Joaquim Aranha Barreto de Camargo, tenente-coronel do exército brasileiro, (Cotia, 1769 - Santos, 1844, filho do comandante militar de Santos, Francisco Aranha Barreto e de Mônica Maria de Camargo, sendo esta, bisneta do bandeirante, capitão Fernão de Camargo, "O Tigre" (São Paulo, 1595-1679).

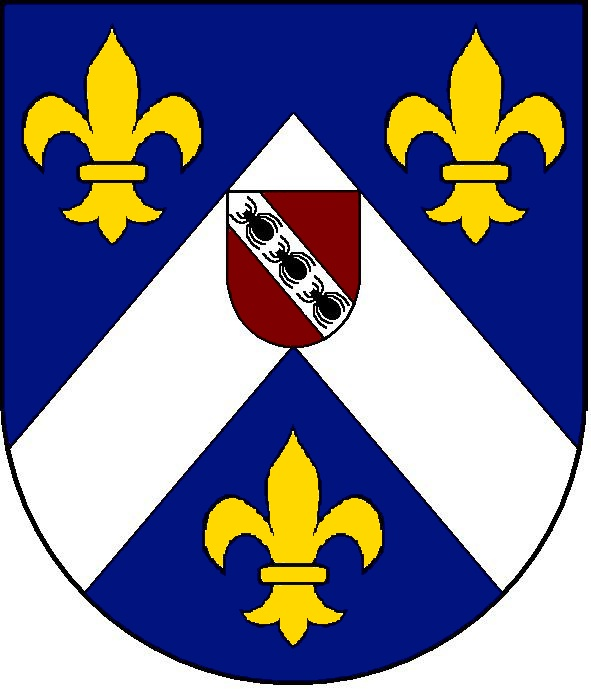
Brasão de Armas da Família Aranha

Foi casado com Eufrosina Matilde da Silva Botelho (1780-1810).
Foram seus irmãos: Gertrudes Maria Aranha, que se casou com Francisco Barbosa de Vasconcelos, José Francisco Aranha Barreto de Camargo, que se casou com Mariana de Assis, e Maria Francisca Aranha de Camargo que se casou com Pedro de Sousa Campos.
Proprietário de terras em Vila Nova de Castro, Paraná, e também em Ponta Grossa, então província de São Paulo, com a Fazenda Taquaral.

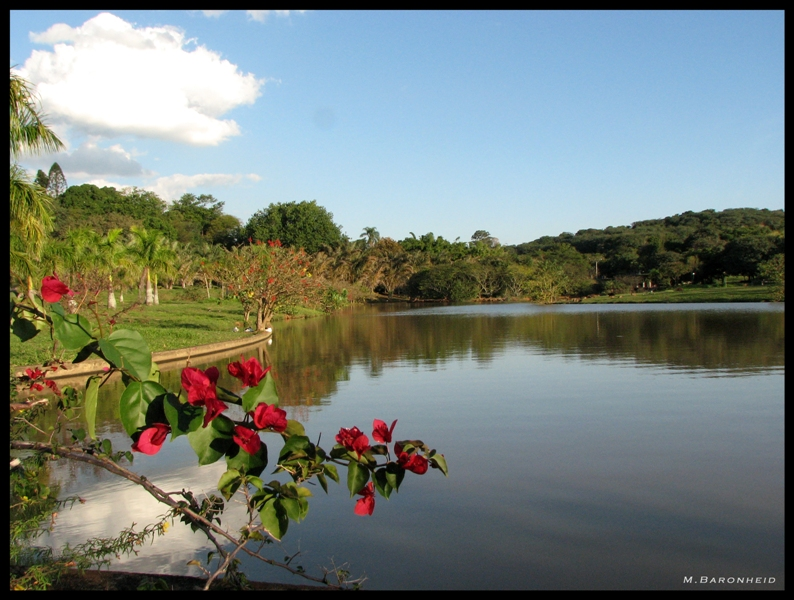
Sesmaria e Engenho Mato Dentro. Depois, Parque Ecológico Monsenhor Emílio José Salim

Em 1806, adquiriu terras em Campinas como sesmeiro e fundou a Sesmaria Engenho Mato Dentro, com 1.515 alqueires, engenho de cana-de-açúcar que, posteriormente, tornou-se uma grande produtora de café, onde construiu sua sede rural.
Sua casa urbana, um imponente Solar no Largo da Catedral, situado no centro de Campinas, foi posteriormente herdado por sua filha, Maria Luzia de Sousa Aranha, viscondessa de Campinas, que foi casada com seu primo Francisco Egídio de Sousa Aranha, grande cafeicultor e exportador de café em Campinas. No solar, foram recebidos membros da família imperial brasileira, tendo a viscondessa de Campinas hospedado o príncipe imperial consorte do Brasil, Gastão de Orléans, conde d'Eu. Mais tarde, no mesmo solar, foram hospedados, por seu neto, Joaquim Egídio de Sousa Aranha, marquês de Três Rios, a princesa imperial, D. Isabel de Bragança, seu marido e filhos, em 1884, e os imperadores do Brasil, D. Pedro II e D. Teresa Cristina de Bourbon-Duas Sicílias, em 1886.
Em 1812, foi eleito administrador da construção da Catedral Metropolitana de Campinas.
Em 1822 foi um dos 24 cavaleiros da Guarda de Honra do príncipe D. Pedro quando, desde Venda Grande, juntou-se ao séquito por ocasião da Independência do Brasil, sendo feito pelo mesmo, Governador da Praça de Santos. Era viúvo, tinha 50 anos, e seus 2 filhos:José Aranha, 19 anos e Joaquim Aranha, 23, ambos casados, o acompanharam.
Era descendente de Dom Afonso Henriques, rei de Portugal (1109 - 1185).